# メンタライゼーション
心理学においてメンタライゼーション（英: mentalization）とは、顕在化している行動の動因として、自身や他者の心の状態を想像して想定する能力を指す。メンタライゼーションとは想像する能力に下支えされた心理活動の形態の一つとして捉えることができ、この能力によって、人々は、志向的な心理状態である欲求、願望、感覚、信念、目標、目的、理由などという枠組みで、人間の行動を知覚し、理解することが可能になる。時として「誤解を理解すること」とも説明される。またDavid Wallinが述べたところによると、「考えについて考えること」 とも言える。メンタライゼーションは、自動的にも能動的にも起きることがある。メンタライゼーションする能力、つまりメンタライジング能力は、強烈な情動下においては制限される。

## 歴史
心の理論については、哲学の領域で遅くともデカルトの頃には議論されていた。メンタライゼーションの概念が精神分析の文献に登場し始めたのは1960年代である。そして、初の実証検証と呼べるものは1983年にHeinz Wimmer と Josef Perner  が小児はどの段階で、誤った信念を理解できるようになるかを検証した実験であった。この実験はDaniel DannettのPunch and Judyについての考察に触発されて行なわれた。
この領域が多角的に展開し始めたのは1990年代である。Simon Barcon-Cohen と Uta Frith が Josef Perner の仕事を深化させた一方、他方面では、自閉症や統合失調症に内在する認知のメカニズムに対して心理学的、生物学的検証がなされ始めた。時を同じくしてピーター・フォナギーとその同僚は、この概念を愛着関係に問題を持つ人々についての精神病理モデルを構築することに応用した。より近年においては、複数の児童精神保健の研究家ら、Arietta Slade、 John Grienenberger、Alicia Lieberman、Daniel Schechter そして Susan Coates が養育についての研究や、親、乳児、児童への治療介入についての研究にメンタライゼーションの概念を導入している。
メンタライゼーションには愛着理論や自己発達論からの影響が見られる。Peter Fonagyによると、（身体的虐待、心理的虐待、性虐待などの影響によって）混乱した愛着スタイルを持つ個人は、メンタライズする能力を育むのが困難となる。個人の愛着の遍歴は、その人がどの程度のメンタライジング能力を有するかということを部分的にであれ決定する。安定した愛着を持つ成人は、幼少期、複雑で洗練されたメンタライジング能力を備えた養育者を持った傾向がある。結果としてそうした子供は、自己や他者の心理状態を表現する能力を確固として持つことができる。幼児期早期に複雑で洗練されたメンタライゼーションに接していることは、心理的困難に対して防護的に働く 。尚、この理論はさらなる検証が必要である。